# Ахалдаба (Горийский муниципалитет)
Ахалдаба (груз. ახალდაბა) — село в Грузии, на территории Горийского муниципалитета края (мхаре) Шида-Картли.

## География
Село находится в центральной части Грузии, на правом берегу реки Большая Лиахви, на расстоянии приблизительно 5 километров (по прямой) к северо-западу от города Гори, административного центра муниципалитета. Абсолютная высота — 678 метров над уровнем моря.

## Население
По результатам официальной переписи населения 2014 года в Ахалдабе проживало 1560 человек (782 мужчины и 778 женщин). В национальной структуре населения грузины составляли 99,6 %.
| Год  | Население, человек |
| ---- | ------------------ |
| 2002 | 1727               |
| 2014 | ↘ 1560             |